# ALIVE (SOPHIAのアルバム)
『ALIVE』（アライブ）は、日本のロックバンド・SOPHIAの5枚目のアルバム（フルアルバムでは2枚目）。1998年5月20日にトイズファクトリーから発売された。

## 概要
- 前作から1年ぶりのリリースとなった。
- ジャケットは外国人の女の子が写っている。
- 初回生産分のみスリーブケース、ALIVEイメージ写真集（舞山秀一の作品）付き。
- コンセプトはストレートに「生きる」ということ。ちなみに前作『little circus』は人生をサーカスに置き換えている。
- シングル『君と揺れていたい』『ゴキゲン鳥 〜crawler is crazy〜』のスマッシュヒットを受け、オリコン初登場2位を記録している。
- 重く大きなテーマを掲げたこの作品で新境地を開くが、それまでのSOPHIAの楽曲にみられたポップな雰囲気が薄くなっているためファンの中での評価は分かれている。この作品はアルバムの他、映像作品化、写真集と様々な活動の契機となる。

## 収録曲
| 全作詞: 松岡充、全編曲: SOPHIA。 |                                                      |           |          |      |
| #                                | タイトル                                             | 作詞      | 作曲     | 時間 |
| 1.                               | 「ゴキゲン鳥 〜crawler is crazy〜（album version）」 | 松岡充    | 都啓一   | 4:59 |
| 2.                               | 「DIVE」                                             | 松岡充    | 都啓一   | 5:45 |
| 3.                               | 「この風に吹かれながら」                             | 松岡充    | 松岡充   | 6:03 |
| 4.                               | 「-&-」                                              | 松岡充    | 豊田和貴 | 4:20 |
| 5.                               | 「forget」                                           | 松岡充    | 黒柳能生 | 4:03 |
| 6.                               | 「口笛」                                             | 松岡充    | 豊田和貴 | 1:02 |
| 7.                               | 「チョーク」                                         | 松岡充    | 黒柳能生 | 5:20 |
| 8.                               | 「坂道」                                             | 松岡充    | 豊田和貴 | 4:57 |
| 9.                               | 「Replay」                                           | 松岡充    | 松岡充   | 5:58 |
| 10.                              | 「君と揺れていたい」                                 | 松岡充    | 豊田和貴 | 5:51 |
| 11.                              | 「蜘蛛と蝙蝠」                                       | 松岡充    | 豊田和貴 | 3:59 |
| 12.                              | 「ALIVE」                                            | 松岡充    | 松岡充   | 5:09 |
| 13.                              | 「about」                                            | 松岡充    | 豊田和貴 | 2:33 |
| 合計時間:                        | 合計時間:                                            | 合計時間: | 59:59    |      |